# Премия Джона Бардина
Премия Джона Бардина (англ. John Bardeen Prize) — награда за выдающийся вклад в области сверхпроводимости. Присуждается с 1991 года раз в три года во время Международной конференции по материалам и механизмам сверхпроводимости (англ. International Conference on the Materials and Mechanisms of Superconductivity). Спонсируется Иллинойсским университетом в Урбане-Шампейне. Премия названа в честь двукратного лауреата Нобелевской премии Джона Бардина. Премией награждены четыре лауреата Нобелевской премии.

## Лауреаты
| Год  | Лауреат                                               |
| ---- | ----------------------------------------------------- |
| 1991 | Алексей Абрикосов Виталий Гинзбург Лев Горьков        |
| 1994 | Энтони Леггетт Герасим Элиашберг                      |
| 1997 | Филип Андерсон                                        |
| 2000 | Thomas Maurice Rice                                   |
| 2003 | Анатолий Ларкин Валерий Винокур David Robert Nelson   |
| 2006 | Александр Андреев Kazumi Maki Douglas James Scalapino |
| 2009 | Дэвид Пайнс                                           |
| 2012 | James Avery Sauls Chandra M. Varma Steven Kivelson    |
| 2015 | Vinay Ambegaokar                                      |
| 2018 | Андрей Чубуков Игорь Мазин Себастьян Дониах           |